# Diakonie Litoměřice

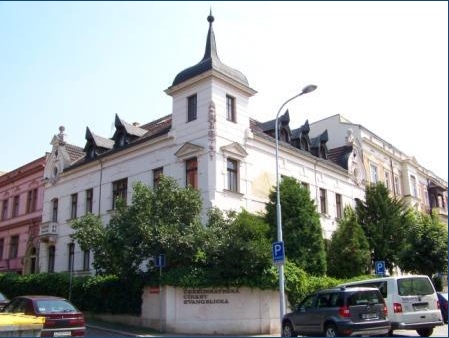
Diakonie Litoměřice

Diakonie ČCE – středisko křesťanské pomoci v Litoměřicích je jedním ze středisek Diakonie Českobratrské církve evangelické. Patří mezi jedno z největších středisek Diakonie ČCE. Svými službami podporuje zejména lidi se zdravotním postižením a sociálně slabé.

## Historie
Litoměřické středisko Diakonie vzniklo v roce 1992 se záměrem poskytovat péči lidem, kteří se ocitli v nepříznivé sociální situaci. V prvních letech se služby zaměřovaly na pomoc seniorům, dětem a lidem v krizových situacích, později na podporu lidi se zdravotním postižením. Vznikla první chráněná místa v keramické dílně a stacionář. V roce 2002 a 2013 se litoměřická Diakonie zapojila do pomoci při odstraňování následků povodní na Litoměřicku. V roce 2022 se Diakonie zapojila do pomoci uprchlíkům z Ukrajiny, např. otevřením dětského centra v Čajovně Hóra a pomocí při vyhledávání zaměstnání. V současnosti se činnost střediska soustředí na podporu rodin bez přístřeší a dospělých lidí se zdravotním, především mentálním postižením a jejich začlenění do společnosti a na trh práce. Středisko se stalo v regionu významným poskytovatelem sociálních služeb a chráněných pracovních míst. Činnost se rozšířila i do nedalekého Terezína a Ústí nad Labem. Sociální služby využije ročně okolo 200 klientů, zaměstnání na chráněných pracovištích více než 100 lidí se zdravotním postižením.

## Poskytované sociální služby a chráněná pracoviště

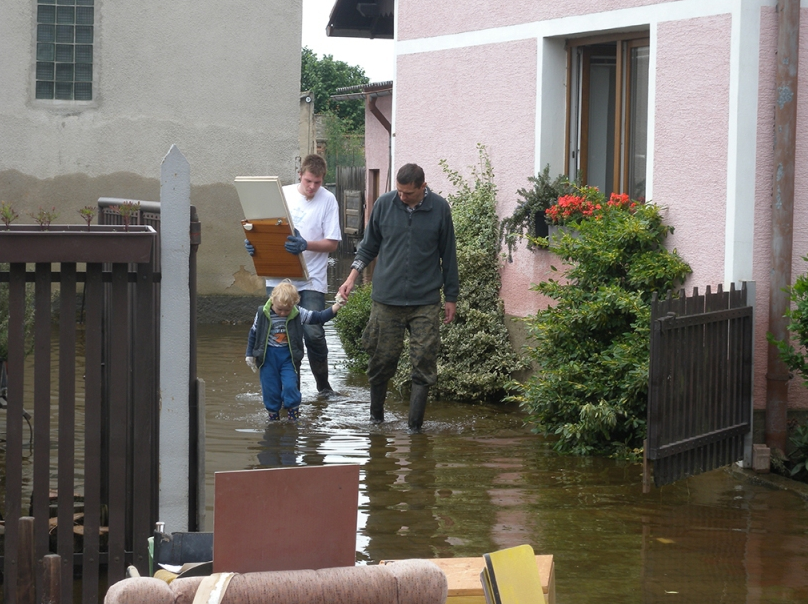
Povodně 2013

### Litoměřice
- Centrum denních služeb
- Chráněné bydlení Kamýcká
- Podpora samostatného bydlení
- Domov pro rodiče s dětmi
- Chráněné dílny
- Nábytková dílna (chráněné pracoviště)
- Čajovna Hóra (chráněné pracoviště)

### Ústí nad Labem
- Chráněné dílny

### Terezín
- Sociálně terapeutické dílny
- Domov pro rodiče s dětmi
- Restaurace Klobouk (chráněné pracoviště)

## Společenské večery

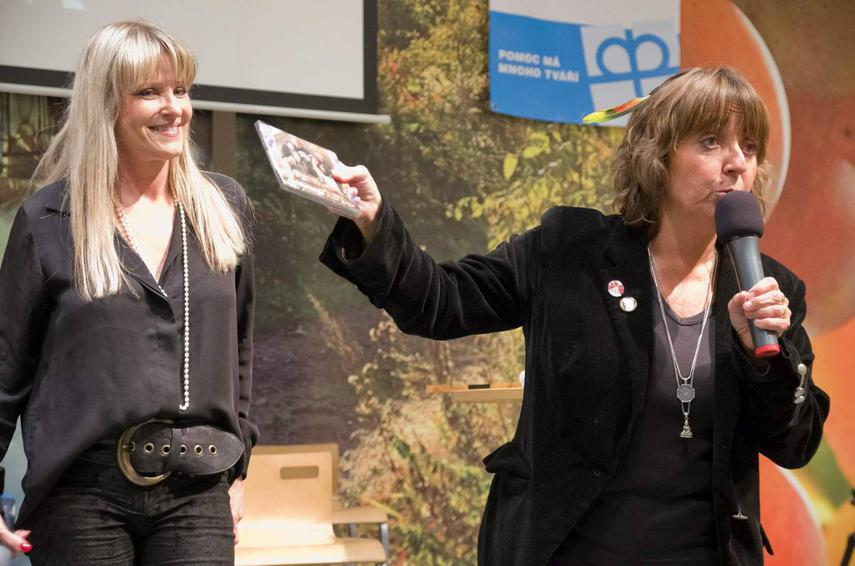
Chantal Poullain a Bára Hrzánová na společenském večeru 2015

Od roku 1995 pořádá středisko každoročně společenské večery, při nichž probíhá benefiční aukce děl výrobků klientů i známých umělců. Každým večerem provází některá z mediálně známých kulturních osobností, v posledních letech herečka a zpěvačka Chantal Poullain, jež se stala tváří litoměřické Diakonie. Výtěžky z aukcí jsou věnovány vždy na konkrétní projekty střediska.